# 강령역
강령역(康翎驛)은 황해남도 강령군의 철도역이다. 